# Macrotrachela latior
Macrotrachela latior är en hjuldjursart som beskrevs av Donner 1951. Macrotrachela latior ingår i släktet Macrotrachela och familjen Philodinidae. Inga underarter finns listade i Catalogue of Life.